# We've Got It Goin' On
"We've Got It Goin' On" là đĩa đơn đầu tiên của ban nhạc pop nước Mỹ Backstreet Boys, phát hành năm 1995 từ album phòng thu đầu tay Backstreet Boys. Đĩa đơn đã gặt hái được nhiều thành công trên toàn thế giới và sau này đã có mặt lại trong album Mỹ.

## Thu âm
Thành Nick Carter đã không thể tham gia vào việc thu âm ca khúc này, lý do là anh bị vỡ giọng trong thời điểm thu âm. Bài hát đã được thu âm tại Cheiron Studios ở Thụy Điển trong vòng một tuần trong tháng 6 năm 1995, cùng nhạc sĩ và nhà sản xuất Max Martin và Denniz PoP. Ban nhạc dự định dành hơn một tuần chỉ để thu âm ca khúc này, nhưng lại hoàn thành sớm hơn mong đợi (chỉ trong 2 ngày). Vì thế, Martin và Pop đã đề nghị nhóm thu âm một ca khúc mới, "Quit Playing Games (With My Heart)" mà sau này đã trở thành đĩa đơn thứ hai của nhóm được phát hành.

## Video âm nhạc
Video âm nhạc cho "We've Got It Goin' On", video đầu tiên của nhóm, được quay ngày 19 tháng 8 năm 1995 ở Orlando, Florida và do Lionel C. Martin đảm nhiệm vai trò đạo diễn. Video có cảnh ban nhạc hát ở nhiều nơi khác nhau như: sân thể thao, công viên, phòng thu, trên sân khấu…. Video có xuất hiện bởi Lou Pearlman. Ban gái của Brian Littrell, Samantha Stonebraker cũng đã xuất hiện trong video.

## Danh sách bài hát
CD3 Mỹ (1995)
1. "We've Got It Goin' On" (Radio Mix)
2. "We've Got It Goin' On" (Amadin's Euro Mix)
3. Album Medley

CD5 Mỹ (1995)
1. "We've Got It Goin' On" (Radio Edit)
2. "We've Got It Goin' On" (Hula's House mix)
3. "We've Got It Goin' On" (T and K Harlesden Mix)
4. "We've Got It Goin' On" (Amadin's Club Mix)
5. "We've Got It Goin' On" (Hula's Club Mix)

Châu Âu (1996)
1. "We've Got It Goin' On" (Radio Edit)
2. "We've Got It Goin' On" (Hula's House mix)
3. "Get Down (You're the One for Me)" (Smokin' Beats Club Mix)
4. "Tell Me That I'm Dreaming"

Hologram edition châu Âu (1995)
1. "We've Got It Goin' On" (Radio Edit)
2. "We've Got It Goin' On" (Hula's House mix)
3. "We've Got It Goin' On" (Serious Rope Main Mix)
4. "We've Got It Goin' On" (Markus' Deadly Vocal Hot Mix)
5. "We've Got It Goin' On" (CL's Anthem Vocal Odyssey)
6. "We've Got It Goin' On" (Markus' Edge Factor Dub)

Nhật Bản(1996)
1. "We've Got It Goin' On" (Radio Edit)
2. "We've Got It Goin' On" (Hula's House mix)
3. "Get Down (You're the One for Me)" (Smokin' Beats Club Mix)
4. "Tell Me That I'm Dreaming"
5. "I'll Never Break Your Heart" (Radio Edit)
6. "Roll with It"

Remixes double vinyl(1996)
1. "We've Got It Goin' On" (CL's Real Butch Dub)
2. "We've Got It Goin' On" (Marcus' Edge Factor Dub)
3. "We've Got It Goin' On" (Mr. Lee's X-Plosive New Euro Club Mix)
4. "We've Got It Goin' On" (Hula's Club Mix)
5. "We've Got It Goin' On" (Amadin's Club Mix)
6. "We've Got It Goin' On" (CL's Anthem Radio Mix)
7. "We've Got It Goin' On" (CL's Anthem Vocal Odyssey)
8. "We've Got It Goin' On" (Marcus' Deadly Vocal Hotmix)

## Xếp hạng
"We've Got It Goin' On" được phát hành đầu tiên ở Mỹ nhưng nó chỉ đạt được thành công vừa phải. Nó xếp thứ 69 trên Billboard Hot 100 và có mặt 20 tuần trên bảng xếp hạng. Sau đó đĩa đơn đã được phát hành ở châu Âu và đạt được các vị trí cao trên bảng xếp hạng châu Âu.
| Bảng xếp hạng (1995)               | Vị trí cao nhất |
| ---------------------------------- | --------------- |
| Begium (Flanders) Singles Chart    | 6               |
| Dutch Top 40                       | 5               |
| German Singles Chart               | 4               |
| Swedish Singles Chart              | 14              |
| UK Singles Chart                   | 54              |
| Chart (1996)                       | Vị trí cao nhất |
| Austrian Singles Chart             | 3               |
| Belgium (Wallonia) Singles Chart   | 5               |
| Finnish Singles Chart              | 13              |
| French Singles Chart               | 5               |
| Irish Singles Chart                | 17              |
| New Zealand RIANZ Singles Chart    | 36              |
| Swiss Singles Chart                | 3               |
| UK Singles Chart                   | 3               |
| U.S. Billboard Hot 100             | 69              |
| U.S. Billboard Hot Dance Club Play | 31              |

| Bảng xếp hạng cuối năm (1996)    | Vị trí |
| -------------------------------- | ------ |
| Austrian Singles Chart           | 17     |
| Belgian (Flanders) Singles Chart | 23     |
| Belgian (Wallonia) Singles Chart | 26     |
| Dutch Top 40                     | 25     |
| French Singles Chart             | 41     |
| Swiss Singles Chart              | 5      |

| Quốc gia | Chứng nhận | Ngày               | Doanh số |
| -------- | ---------- | ------------------ | -------- |
| Áo       | Vàng       | 7 tháng 5 năm 1996 | 15.000   |
| Đức      | Gold       | 1996               | 150.000  |